# Bungay (canton)
Pour les articles homonymes, voir Bungay.
Bungay est un canton canadien de l'est du Québec situé dans la municipalité régionale de comté du Kamouraska dans la région administrative du Bas-Saint-Laurent.  Il fut proclamé officiellement le 7 février 1863.  Il couvre une superficie de 14 165 hectares.

## Toponymie
Le toponyme Bungay est repris de la ville de Bungay dans le comté de Suffolk en Angleterre.